# Атканчай
Атканчай або Еткенчай (уйг. ئەتكەنچاي / etkenchay / әткәнчай; кирг. атканчай) — національний напій уйгурів , киргизів, відомий під назвою Часуйма також і на Тибеті. У міцно заварений байховий чай доливають молоко в пропорції 1:1, міцно солять, дають закипіти. У деяких областях разом з молоком додають вершкове масло, іноді сметану і повторно доводять до кипіння. Іноді посипають насінням кунжуту. Подають в піалах, з коржиками.
Чай як напій був відомий уйгурам з давніх часів, тому Шовковий Шлях проходив через землі уйгурів і саме по ньому возили чай з Індії та Китаю. Хоча батьківщиною чаю, за багатьма припущеннями дослідників, є Китай. Чай у Середній Азії: історія напою в XVIII–XIX ст. [Архівовано 23 серпня 2009 у Wayback Machine.]
Еткен-чай (аткян-чай) вважається національним напоєм уйгурів і киргизів. Уйгурський народ п'є солоний чай, забіленний молоком — «аткян чай». Його приправляють вершками, сметаною, вершковим маслом, додають трохи солі. Це дуже ситний напій і подається зазвичай вранці на сніданок. Кочівники, для приготування їжі у дорозі, використовували по максимуму доступні продукти. Атка-чай, як його тоді називали, складався з доданою в чай щіпки солі і молока (вершків, масла) і пили його з великих піал — «апкур-чинячи». Цукор прийшов набагато пізніше, був дорогий і вимагав переробки, а сіль була доступнішою. Крім того, для підтримки водно-сольового балансу корисніше солоний чай. Молоко робило його жирним і ситним.
Уклад життя змінився, і разом з ним змінилися смаки. Але досі еткен-чай відіграє величезну роль у харчовому раціоні уйгурів. Уйгурам відомо безліч способів приготування чаю, вироблений ритуал чаювання. У літню спеку еткен-чай втамовує не тільки спрагу, тонізує організм, але й істотно втамовує голод. У зимові морози гарячий еткен-чай рятує від простудних захворювань.
Нині еткен-чай вживають калмики, монголи.